# Xúp dưa chuột

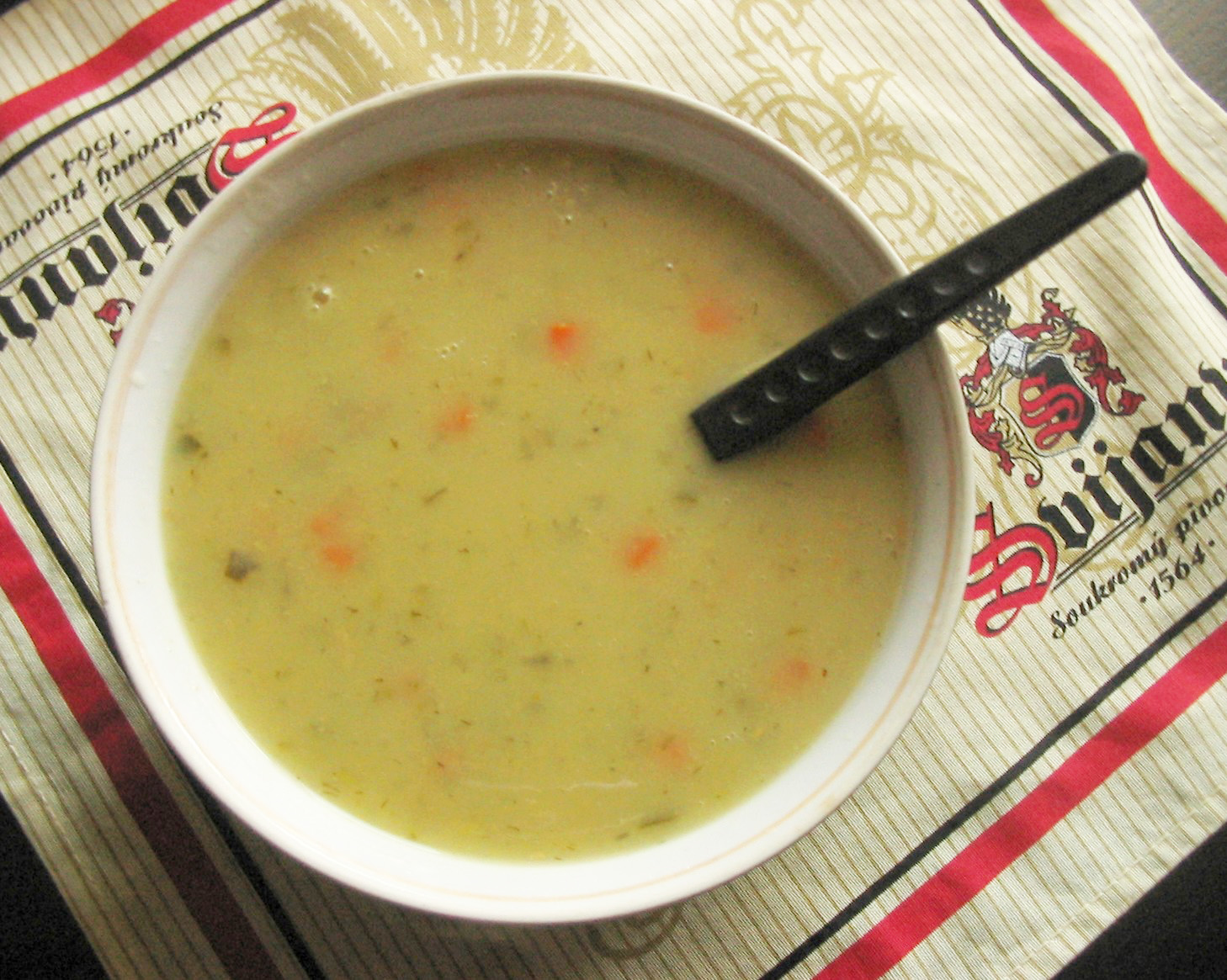
Xúp dưa chuột

Xúp dưa chuột (tiếng Ba Lan: Zupa ogórkowa, đôi khi đọc ngắn gọn là ogórkowa) là một trong những món xúp truyền thống của Ba Lan. Món xúp này được làm chủ yếu từ dưa chuột muối chua và khoai tây. Đôi khi, gạo cũng được dùng thay cho khoai tây trong món xúp này.
Xúp dưa chuột bao gồm tất cả các loại xúp sử dụng dưa chuột là nguyên liệu chính, đồng thời món ăn này có thể góp mặt trong nhiều bữa ăn trong nhiều dịp khác nhau. Có hai loại xúp dưa chuột chính, đó là xúp dưa chuột tươi và xúp dưa chuột muối.
Ở Nga và Ukraina cũng có một món xúp gần giống với xúp dưa chuột Ba Lan, có tên là rassolnik.

## Xúp dưa chuột tươi
Xúp dưa chuột tươi đơn giản là sự kết hợp của các loại nguyên liệu bao gồm nguyên liệu quan trọng nhất là dưa chuột, gia vị, một vài loại rau củ hoặc trái cây, có thể ăn lạnh hoặc nấu để nguội hoặc ăn nóng.

### Nguyên liệu & công thức
Nguyên liệu để nấu món xúp này gồm 2 quả dưa chuột, 1,5 cup sữa chua, 3 thìa canh nước chanh tươi, hành tím, tỏi, rau mùi, thì là, ngải dấm, dầu ăn, muối, hạt tiêu.
Trộn tất cả các nguyên liệu bằng máy xay, sau đó thêm gia vị cho vừa miệng, giữ lạnh trong tủ lạnh ít nhất 8 tiếng hoặc qua đêm trước khi ăn.

## Xúp dưa chuột muối
Xúp dưa chuột muối có cách làm phức tạp hơn một chút, và dưa chuột này không thật sự được muối tới chín mà được lên men cho tới khi có vị chua nhẹ.

### Nguyên liệu & công thức
Nguyên liệu cho món xúp dưa chuột muối gồm 450 g dưa chuột, 1 củ cà rốt, 5 củ khoai tây, 1 củ hành tây, 1,5 lít nước hầm (gà hoặc rau củ), bơ, kem tươi, thì là, muối và hạt tiêu.
Bào nhỏ dưa chuột và cà rốt, vắt lấy nước cốt dưa chuột. Nấu dưa chuột trong vòng 5 phút trên lửa vừa sau đó đổ nước hầm vào. Trên một chiếc chảo khác, xào cho mềm cà rốt và hành tây trên lửa nhỏ trong 5 phút sau đó đổ hành và cà rốt vào nồi nước hầm và dưa chuột. Thêm khoai tây vào nồi, đun sôi và để xủi tăm trong vòng 10 đến 15 phút cho khoai tây mềm. Khi ăn thì thêm kem tươi, muối, hạt tiêu, thì là cho vừa miệng.